# شاندور ارل
شاندور ارل (انگلیسی: Sandor Earl؛ زادهٔ ۲۱ سپتامبر ۱۹۸۹) بازیکن راگبی ۱۳ نفره  اهل نیوزیلند است.